# Piotr Chłosta
Piotr Ludwik Chłosta (ur. w 1965 roku we Wrocławiu) – polski lekarz, chirurg, specjalista urolog, profesor nauk medycznych, profesor zwyczajny Uniwersytetu Jagiellońskiego, kierownik Katedry i Kliniki Urologii Wydziału Lekarskiego Collegium Medicum Uniwersytetu Jagiellońskiego, profesor-adiunkt Uniwersytetu Medycznego w Wiedniu.
Główne kierunki zainteresowań naukowych i zawodowych, to: urologia ogólna, urologia onkologiczna, endourologia, urologia laparoskopowa i robotyczna oraz nauczanie urologii.

## Życiorys i działalność zawodowa
Jest absolwentem Szkoły Muzycznej im. G. Bacewicz we Wrocławiu w klasie skrzypiec i Wydziału Lekarskiego Akademii Medycznej im. Piastów Śląskich. Uzyskał specjalizację z zakresu chirurgii ogólnej (1995) oraz II st. urologii (1998). Obronił rozprawę doktorską w 2000 roku, habilitował się w 2010 roku, a w 2014 roku otrzymał tytuł profesora w zakresie nauk medycznych. W latach 2004–2012 był konsultantem wojewódzkim w dziedzinie urologii dla województwa świętokrzyskiego.
Wieloletni działacz i prezes Polskiego Towarzystwa Urologicznego (PTU) dwóch kadencji w latach 2015-2022 [5]. W latach 2008–2015 przewodniczący Sekcji Endourologii i ESWL PTU, a w latach 2002-2014 delegat PTU do Europejskiej Rady Urologii (European Board of Urology) gdzie jako aktywny członek Urology Training Programme Committeee of EBU był animatorem i współinicjatorem urzeczywistnienia procesu akredytacji polskich klinik urologicznych przez Europejską Radę Urologii.
Członek Honorowy Sekcji Wideochirurgii Towarzystwa Chirurgów Polskich, Polskiego, Węgierskiego, Czeskiego i Słowackiego Towarzystwa Urologicznego oraz New York Section of American Urological Association. Członek wielu towarzystw naukowych, m.in. European Association of Urology (EAU), Association of Academic European Urologists (AAEU), American Urological Association (AUA).
Doktor honoris causa Uniwersytetu Medycznego im. I. Semmelweissa w Budapeszcie.
Redaktor i współautor pierwszego w Polsce Atlasu Laparoskopii Urologicznej. Wprowadził do rodzimej urologii szereg nowatorskich metod operacyjnych i oryginalnych modyfikacji sposobów leczenia zabiegowego.
Rozwinął minimalnie inwazyjną metodę biopsji mającą zastosowanie w przypadku znacznie zaawansowanego raka pęcherza moczowego oraz współtworzył i wdrożył metodę przezskórnej cystolitotrypsji (PCCL) w leczeniu chorych na kamicę pęcherza moczowego.
Wykonał pierwsze w Polsce i jedno z pierwszych na świecie laparoskopowe wycięcie zaotrzewnowych węzłów chłonnych u chorych na przerzutowego raka jądra, jako pierwszy w Polsce wytworzył zastępczy pęcherz jelitowy wyłącznie laparoskopowo oraz wykonał jako pierwszy urolog na świecie operację wszczepienia sztucznego zwieracza wokoło cewki sterczowej u mężczyzny metodą laparoskopii.
Jest autorem lub współautorem ponad 300 prac naukowych opublikowanych w recenzowanych medycznych czasopismach naukowych w kraju i za granicą oraz autorem i redaktorem kilku książek oraz kilkunastu rozdziałów w książkach.
Recenzent w licznych czasopismach o zasięgu krajowym i międzynarodowym (European Urology, Urologia Internationalis, Videochirurgia i in.). Członek komitetów redakcyjnych czasopisma Videosurgery and Other Miniinvasive Techniques, Central European Journal of Urology, Urologia Journal, Current Gynecologic Oncology, Journal of Ultrasonography, Hellenic Urology i in.
Laureat wielu naukowych nagród krajowych i międzynarodowych, w tym Ministra Zdrowia RP. Laureat Distinguished Service Award przyznanej przez Europejską Radę Urologii (EBU) w roku 2014 oraz EBU Golden Pin w roku 2019 za zasługi w dziedzinie edukacji i kształcenia podyplomowego w urologii w wymiarze europejskim. Jest Ambasadorem Kongresów Polskich. Wyróżniony w plebiscycie „Człowiek Roku 2018” organizowanym przez redakcję „Gazety Krakowskiej”. Laureat nagrody „Lider Roku 2019 w Ochronie Zdrowia”. Wyróżniony i nagrodzony przez Forum Ochrony Zdrowia 2022 podczas Forum Ekonomicznego w Karpaczu w kategorii „Innowacje”. Odznaczony medalem Honoris Gratia przez prezydenta Miasta Krakowa za zasługi dla miasta i jego mieszkańców oraz wyróżniony „Jaszczurowym Laurem” od Instytutu Sztuki za sztukę w medycynie i medycynę w sztuce. W 2024 został odznaczony Srebrnym Krzyżem Zasługi.

## Działalność społeczna i pozazawodowa

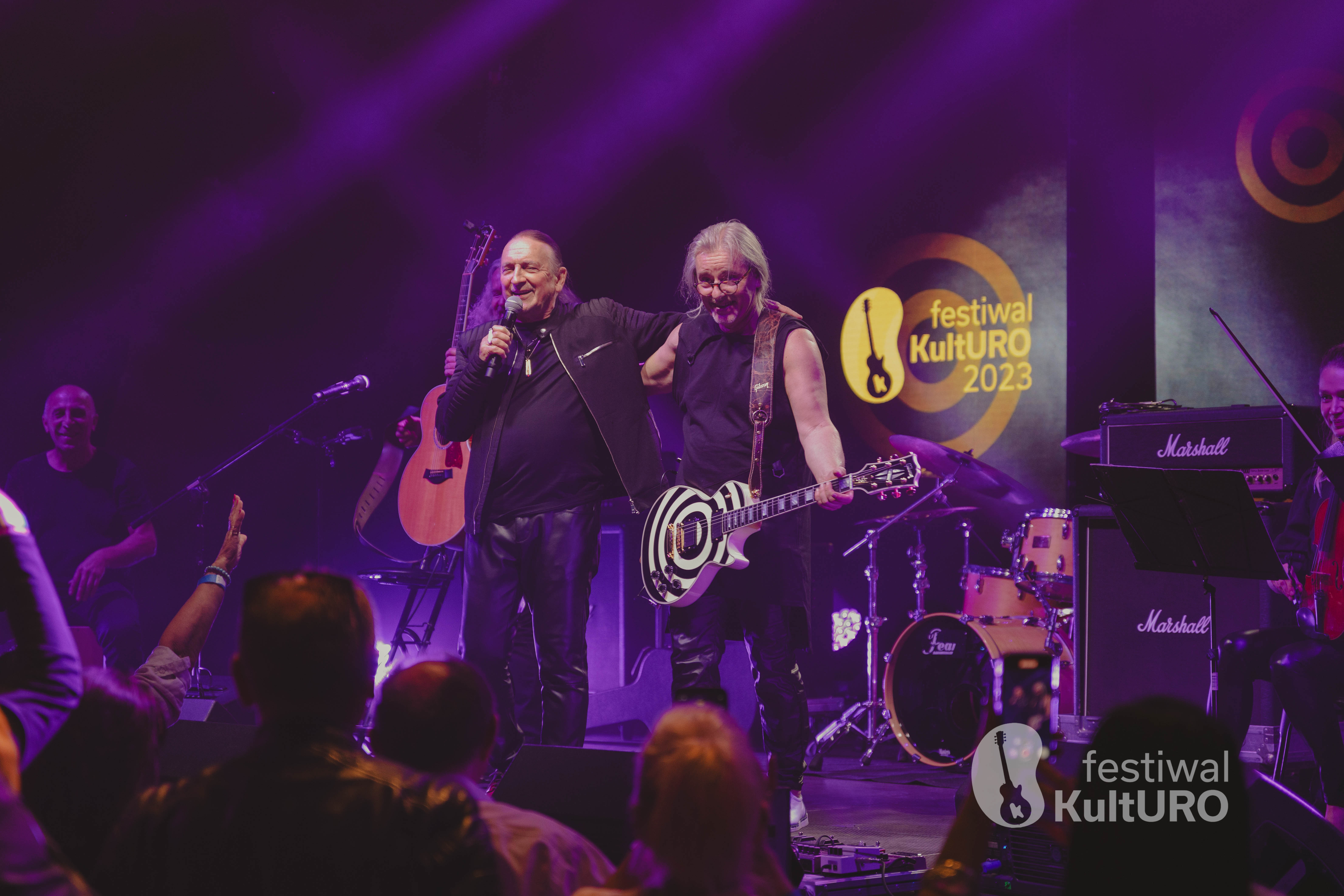
Piotr Chłosta i Marek Piekarczyk

Pomysłodawca i dyrektor programowy festiwalu KultURO, imprezy naukowo-kulturalnej odbywającej się w Krakowie dedykowanej promowaniu kultury zdrowotnej w dziedzinie urologii i profilaktyce chorób układu moczowego. Gitarzysta i kompozytor w muzycznych zespołach heavymetalowych i hardrockowych w tym współzałożyciel i gitarzysta zespołu EndoPower. Koncertował min. z Markiem Piekarczykiem, Olkiem Klepaczem, Januszem Grzywaczem, Skaldami oraz formacją Trzynasta W Samo Południe.